# Eleuthère Mascart
Eleuthère Elie Nicolas Mascart (Quarouble, Nord-Pas-de-Calais, 20 de fevereiro de 1837 – Paris, 24 de agosto de 1908) foi um físico francês, pesquisador das áreas de óptica, eletricidade, magnetismo e meteorologia. Foi professor de física experimental do Collège de France. Como meteorologista de reconhecimento internacional organizou o serviço meteorológico francês météorologie nationale française, um predecessor do Météo-France.
Foi desde dezembro de 1891 membro correspondente da Academia de Ciências da Rússia em São Petersburgo. Foi eleito membro da Royal Society em 1892. Em 1895 foi eleito membro correspondente da Academia de Ciências da Prússia.
Eleuthère Mascart foi avô (por parte de mãe) do físico Léon Brillouin. Em sua memória é denominado o Cabo Mascart na Ilha Adelaide na costa leste da Península Antártica.

## Publicações selecionadas
- Recherches sur le spectre solaire ultra-violet et sur la détermination des longueurs d'onde, Thunot, Paris, 1864.
- Éléments de mécanique, Hachette, Paris, 1866.
- Traité d'électricité statique, Masson, Paris, 1876.
- A Treatise on electricity and magnetism, Londres, 1883.
- Notice sur les travaux scientifiques de M. É. Mascart, Gauthier-Villars, Paris, 1884.
- Traité d'optique, Paris, Gauthier-Villars, 1889-1894, 3 tomes :
  - Tome premier, 
  - Tome second, 
  - Tome troisième,
- G. Masson, ed. (1896–1897). Leçons sur l'électricité et le magnétisme. Tome premier, Phénomènes généraux et théorie. Paris: [s.n.]
- G. Masson, ed. (1896–1897). Leçons sur l'électricité et le magnétisme. Tome second, Méthodes de mesure et applications. Paris: [s.n.]
- Introduction à la physique expérimentale, 1888, Texte disponible en ligne sur IRIS
- Traité de magnétisme terrestre, Gauthier-Villars, Paris, 1900.
- Éléments de mécanique, Hachette, Paris, 1910.